# Armillaria mellea
Armillaria mellea là một loài nấm mật. Nó gây thối rễ Armillaria trong nhiều loài thực vật. Nấm ăn được nhưng một số người có thể không dung nạp loại thực phẩm này. Nấm mọc quanh gốc cây.
Loài này có khả năng sản xuất ánh sáng thông qua bioluminiscence
.
Armillaria mellea mọc ở khắp Bắc Mỹ và nơi khác trên thế giới.

## Hình ảnh

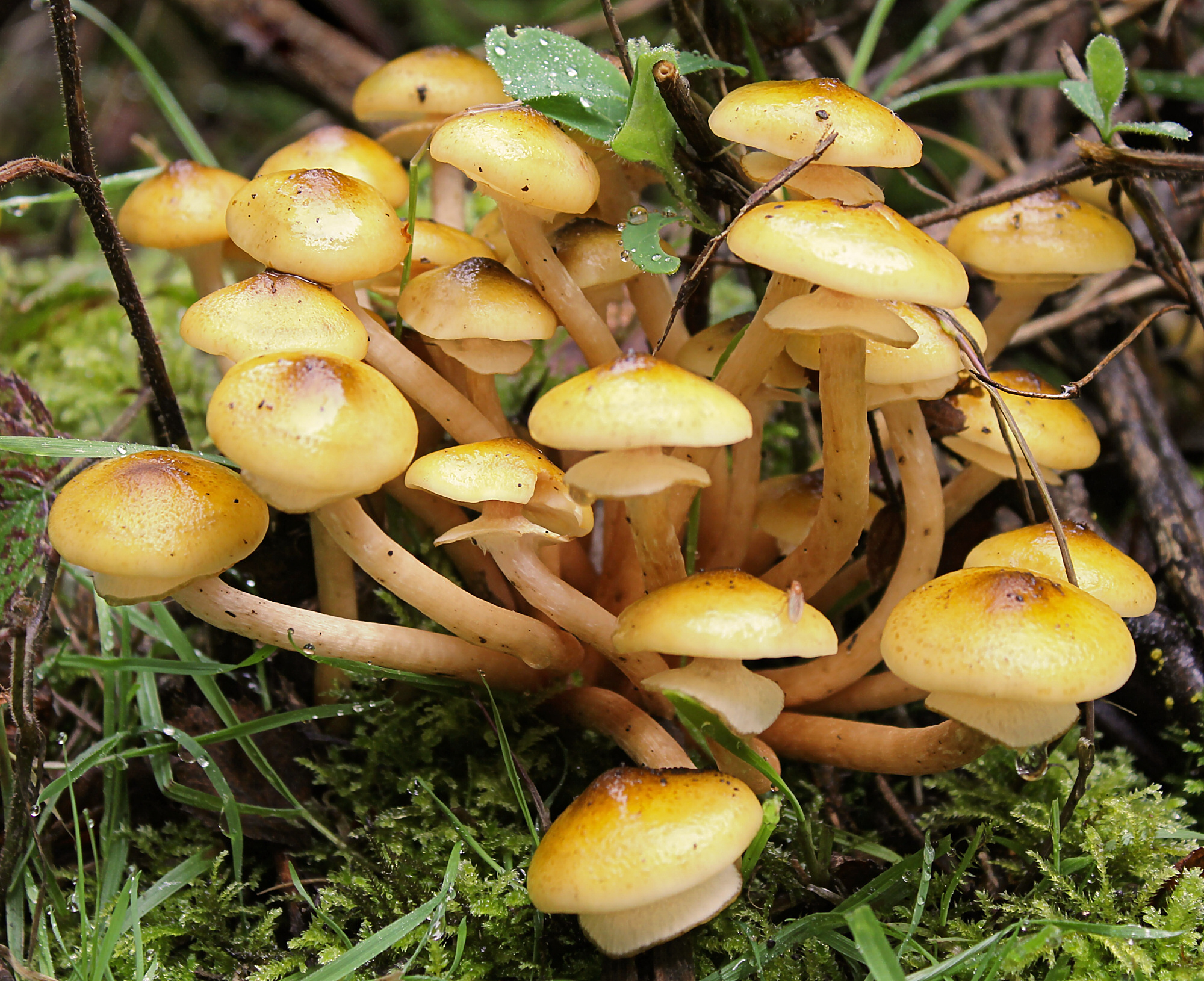
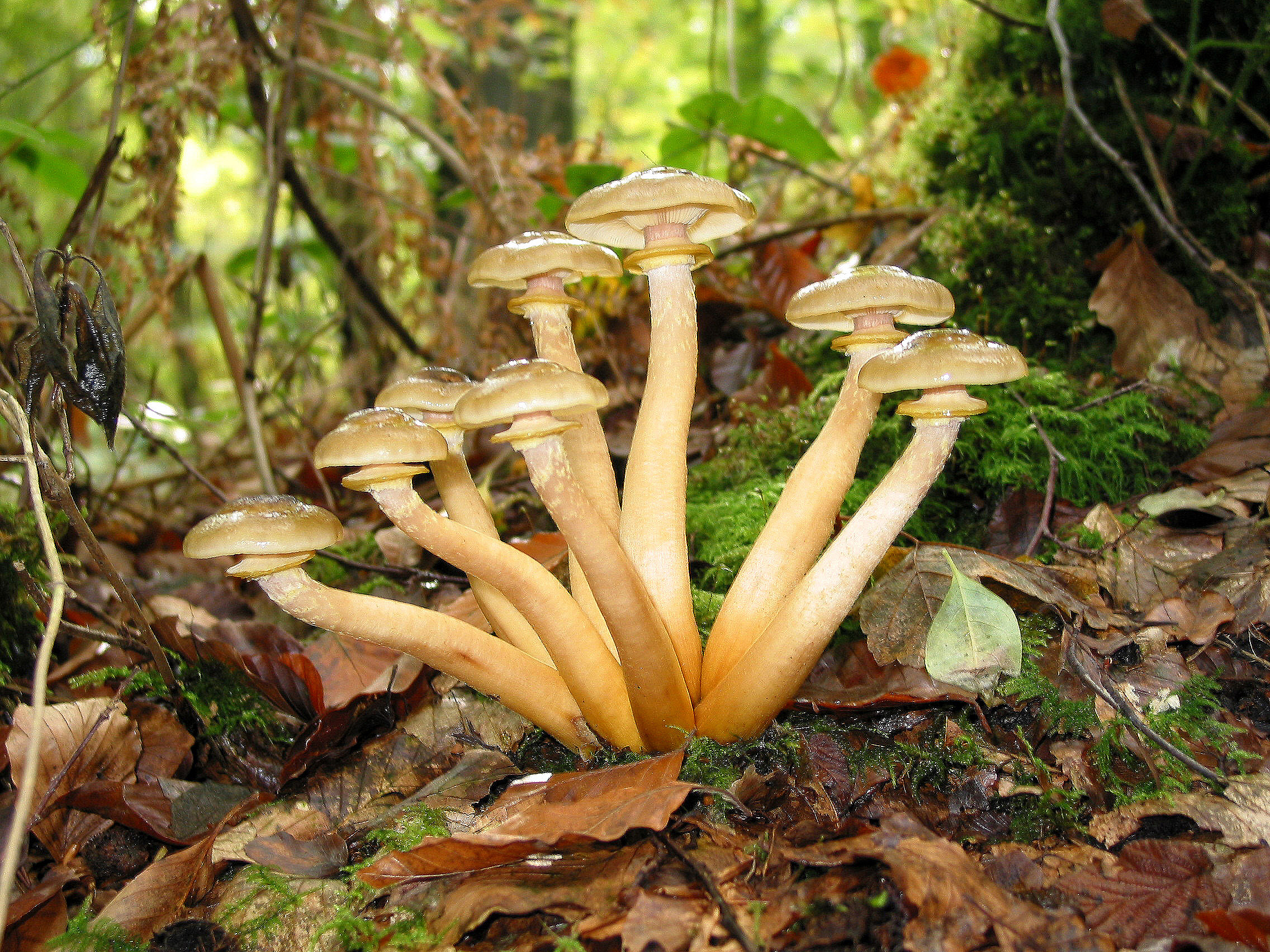
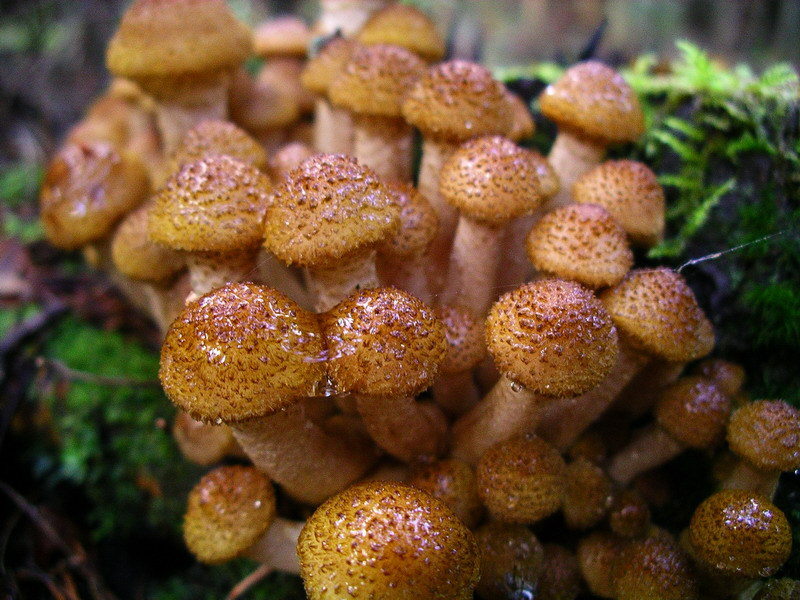
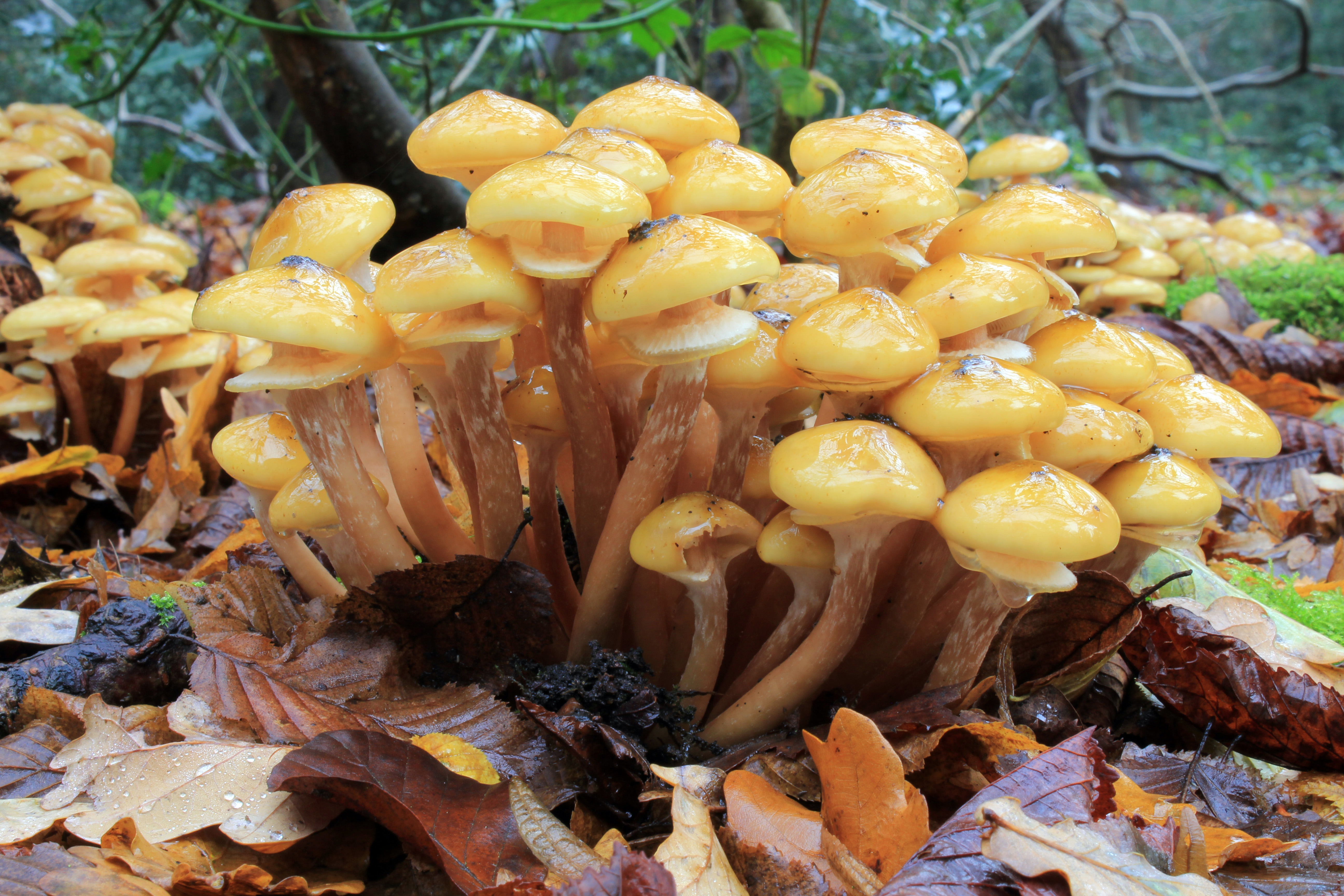